# Klin (Wyszków)
Klin – część miasta Wyszkowa w mazowieckim w powiecie wyszkowskim. Leży na północny zachód od centrum miasta, wzdłuż ulicy Pułtuskiej.